# ОШ „Јосиф Панчић” Чукарица
Основна школа "Јосиф Панчић" једна је од основних школа на Чукарици. Налази се у Пожешкој улици 52 на Бановом брду у Београду.

## Име школе
Школа носи име по познатом српском лекару и ботаничару "Јосиф Панчић". Јосиф Панчић (Угрини код Брибира, 17. април 1814. — Београд, 8. март 1888) је био српски лекар, ботаничар и први председник Српске краљевске академије.

## Историјат
Тридесетих година двадесетог века, старо насеље Чукарица постаје тесно за све већи прилив нових становника. Обе школске зграде на старој Чукарици, у Радничкој улици постају тесне и недовољне.
Због сталног притиска и жалби грађана Чукарице, београдска општина 1936. године почиње изградњу нове школе на Бановом брду под називом „Матија Бан”. Школа је почела са радом 17. априла 1937. године, освећена је 27. јануара 1938. Назив мења 1951. године у „Осмољетка број 13”, и тада од четвороразредне постаје осмогодишња школа. Само годину дана касније 1952., школа је поново преименована, и добија назив „Јосиф Панчић” који је још увек актуелан.
1959. у школи раде тзв. помоћна одељења за децу умањених способности а школа добија првог школског психолога. Школске 1960/61. године школу похађа 1438 ученика, и наставу држи 56 учитеља, наставника и професора. 1976. Почиње изградња другог спрата, а тиме ће се омогућити далеко бољи услови рада за будуће генерације ученика.

## Школа данас
За потребе наставе школа располаже са 13 класичних учионица, 17 кабинета и две фискултурне сале. Страни језици који се уче у школи су енглески и француски.
Наставу похађа око 1300 ученика, распоређених у 48 одељења. Настава се одвија у две смене. У школи је организован продужени боравак за ученике првог и другог разреда.

## Познате личности које били су ученици ОШ "Јосиф Панчић"
Познате личности које су похађале ОШ "Јосиф Панчић били су: Бранислав - Баника Бојић књижевник и драматург, Драган Колунџија песник, Милован Данојлић књижевник, Драган Милеуснић вајар, Владислав Тодоровић Шиља сликар, Мирјана Стефановић књижевник, Владимир Јовановић оперски певач, Станислав Караси фудбалер, Ненад Стекић атлетичар, Виктор Савић глумац.